# Liste der Biografien/Kea
Liste der Biografien |
Portal Biografien |
Personensuche
# |
A |
B |
C |
D |
E |
F |
G |
H |
I |
J |
K |
L |
M |
N |
O |
P |
Q |
R |
S |
T |
U |
V |
W |
X |
Y |
Z |
?
 
Ka |
Kb |
Kc |
Kd |
Ke |
Kf |
Kg |
Kh |
Ki |
Kj |
Kl |
Km |
Kn |
Ko |
Kp |
Kr |
Ks |
Kt |
Ku |
Kv |
Kw |
Ky |
Kx |
Kz
 
Kea |
Keb |
Kec |
Ked |
Kee |
Kef |
Keg |
Keh |
Kei |
Kej |
Kek |
Kel |
Kem |
Ken |
Keo |
Kep |
Ker |
Kes |
Ket |
Keu |
Kev |
Kew |
Kex |
Key |
Kez
Die Liste der Biografien führt alle Personen auf, die in der deutschsprachigen Wikipedia einen Artikel haben. Dieses ist eine Teilliste mit 173 Einträgen von Personen, deren Namen mit den Buchstaben „Kea“ beginnt.

## Kea
- Kea von Landkey, Klostergründer und Bischof
- Kea, Clarence (* 1959), US-amerikanischer Basketballspieler
- Kea, Ed (1948–1999), niederländisch-kanadischer Eishockeyspieler

### Keac
- Keach, Benjamin (1640–1704), englischer baptistischer Evangelist, Pastor, Autor und Liederdichter
- Keach, James (* 1947), US-amerikanischer Schauspieler
- Keach, Stacy (* 1941), US-amerikanischer Schauspieler und SprecherStacy Keach (* 1941)

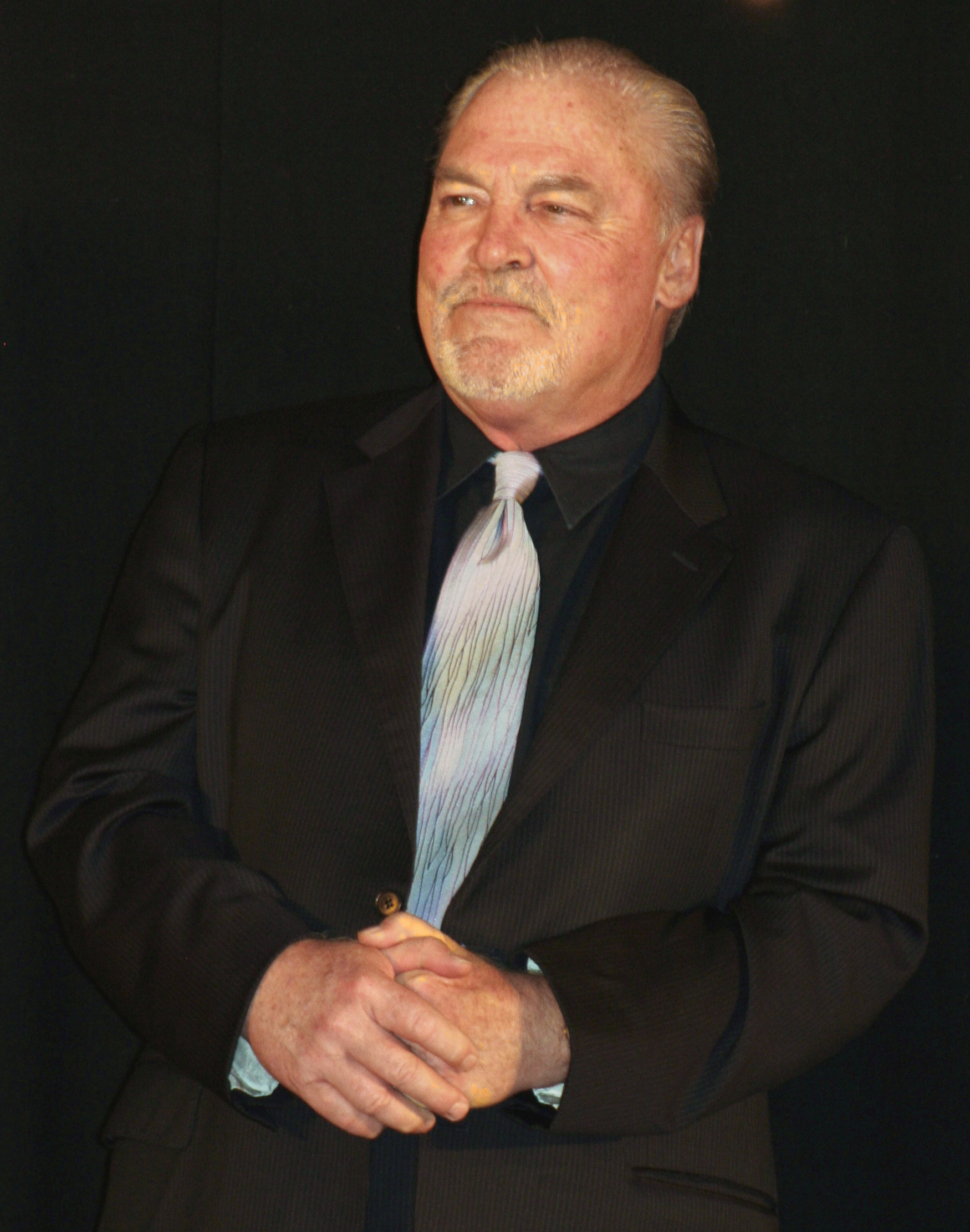
Stacy Keach (* 1941)

### Keag
- Keagan, Carrie (* 1980), US-amerikanische Moderatorin, Schauspielerin sowie Fernseh- und Filmproduzentin, -regisseurin und Drehbuchautorin
- Keaggy, Phil (* 1951), US-amerikanischer Gitarrist, Sänger und Komponist

### Keak
- Keak da Sneak (* 1977), US-amerikanischer Rapper
- Keakea, Lakiloko, tuvaluische Künstlerin

### Keal
- Keal, Minna (1909–1999), britische Komponistin
- Kealoha, James (1908–1983), US-amerikanischer Politiker
- Kealoha, Maia (* 2016), US-amerikanische Kinderdarstellerin
- Kealoha, Pua (1902–1989), US-amerikanischer Schwimmer
- Kealoha, Warren (1903–1972), US-amerikanischer Schwimmer
- Kealtes, attisch-schwarzfiguriger Vasenmaler
- Kealy, Loughlin (* 1942), irischer Architekt
- Kealy, Tom J. (1927–2012), US-amerikanischer Chemiker

### Kean
- Kean, Charles (1811–1868), britischer Theaterschauspieler
- Kean, Edmund (1787–1833), englischer Schauspieler
- Kean, Ellen (1805–1880), britische Schauspielerin
- Kean, Hamilton Fish (1862–1941), US-amerikanischer Politiker der Republikanischen Partei
- Kean, John (1756–1795), US-amerikanischer Politiker
- Kean, John (1852–1914), US-amerikanischer Politiker (Republikanische Partei)
- Kean, John T. (* 1857), US-amerikanischer Politiker
- Kean, Katja (* 1968), dänische Pornodarstellerin
- Kean, Marie (1918–1993), irische Schauspielerin
- Kean, Moise (* 2000), italienischer FußballspielerMoise Kean (* 2000)

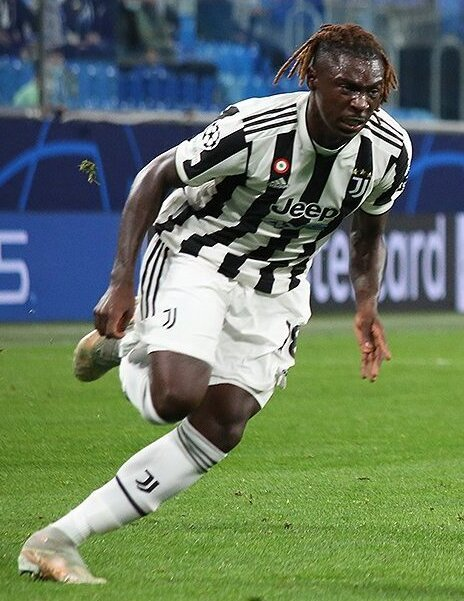
Moise Kean (* 2000)

- Kean, Robert (1893–1980), US-amerikanischer Politiker
- Kean, Roger (1948–2023), britischer Zeitschriften-Verleger und Herausgeber
- Kean, Simon (* 1989), kanadischer Boxer
- Kean, Thomas (* 1935), US-amerikanischer Politiker
- Kean, Thomas junior (* 1968), US-amerikanischer Politiker der Republikanischen Partei
- Kean, William B. (1897–1981), US-amerikanischer Offizier, Generalleutnant der US-Army
- Keanan, Staci (* 1975), US-amerikanische Schauspielerin
- Keane, Bil (1922–2011), US-amerikanischer Cartoonist
- Keane, Dolores (* 1953), irische Folksängerin
- Keane, Donald (1930–2016), australischer Geher
- Keane, Glen (* 1954), US-amerikanischer Trickfilmzeichner
- Keane, Hannah (* 1993), US-amerikanische Fußballspielerin
- Keane, Helen (1923–1996), amerikanische Musikproduzentin
- Keane, James (1856–1929), US-amerikanischer römisch-katholischer Geistlicher, Erzbischof von Dubuque
- Keane, John B. (1928–2002), irischer Schriftsteller und Dramatiker
- Keane, John Joseph (1839–1918), irisch-US-amerikanischer Geistlicher und römisch-katholischer Erzbischof von Dubuque
- Keane, John M. (* 1943), US-amerikanischer GeneralJohn M. Keane (* 1943)

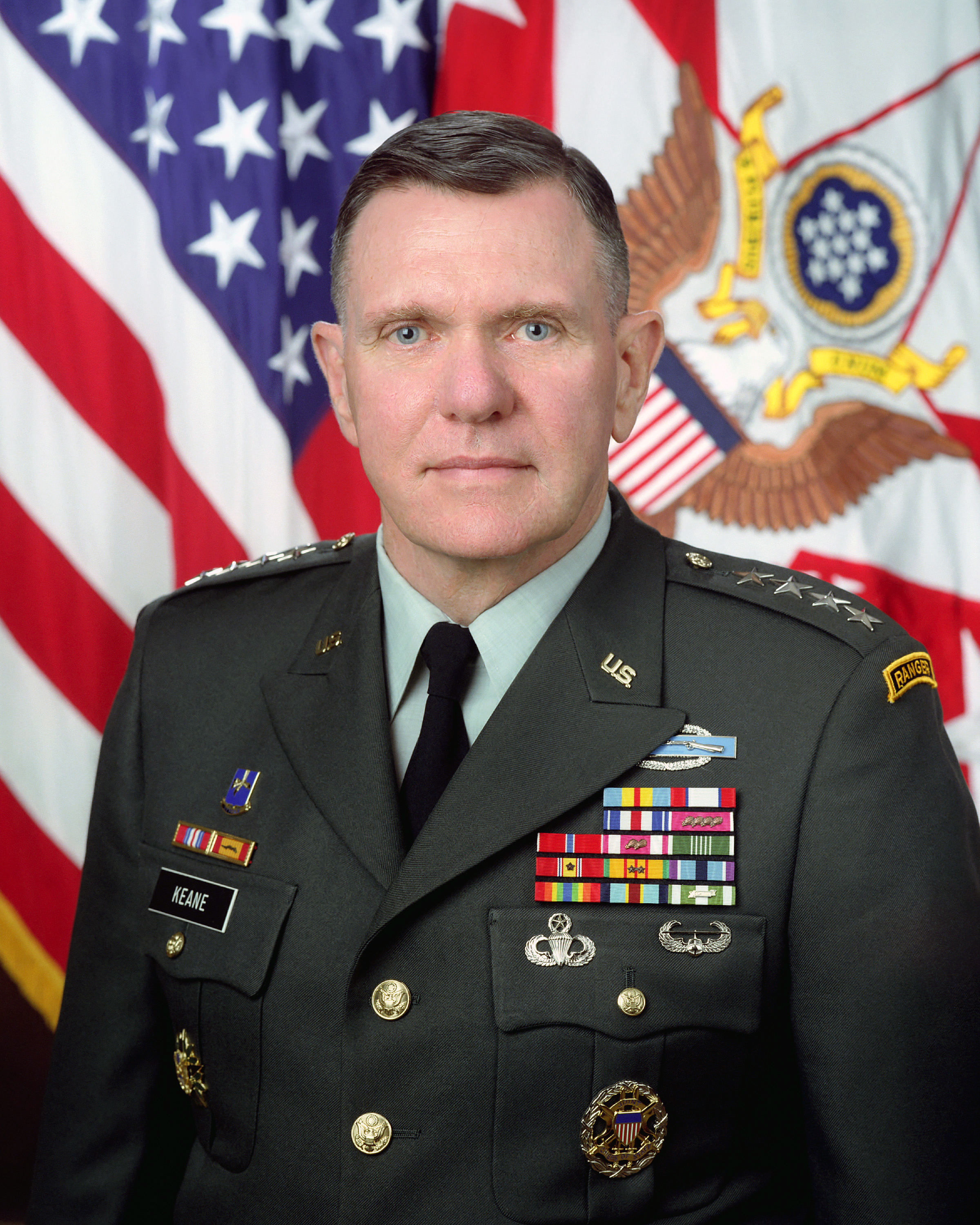
John M. Keane (* 1943)

- Keane, John, 1. Baron Keane (1781–1844), britischer Armeeoffizier und Peer
- Keane, Keesha (* 1995), palauische Schwimmerin
- Keane, Margaret (1927–2022), US-amerikanische Malerin
- Keane, Martin (* 1969), kanadischer Basketballspieler
- Keane, Michael (* 1940), US-amerikanischer Mathematiker
- Keane, Michael (* 1993), englischer Fußballspieler
- Keane, Mike (* 1967), kanadischer Eishockeyspieler und -trainer
- Keane, Molly (1904–1996), irische Schriftstellerin
- Keane, Noel (* 2002), palauischer Schwimmer
- Keane, Robbie (* 1980), irischer Fußballspieler und -trainer
- Keane, Ronan (* 1932), irischer Chief Justice
- Keane, Roy (* 1971), irischer Fußballspieler und -trainerRoy Keane (* 1971)

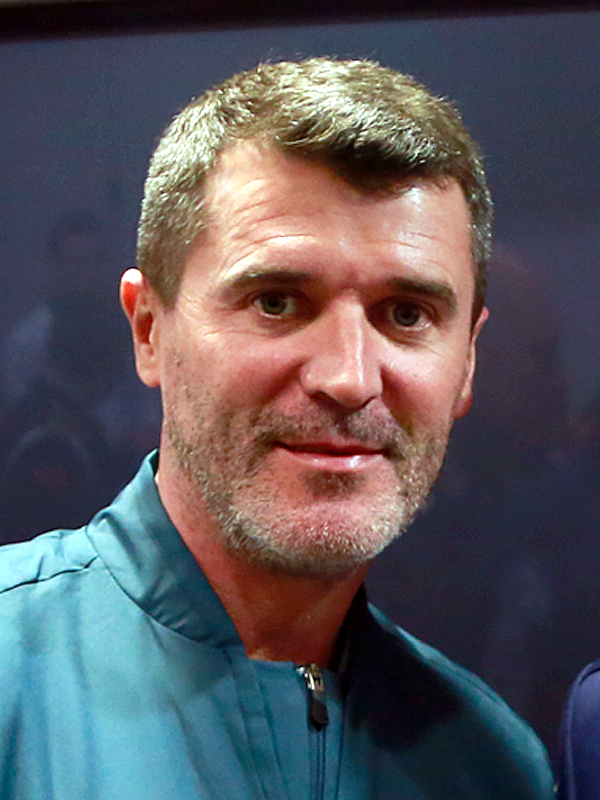
Roy Keane (* 1971)

- Keane, Sara (* 1992), US-amerikanische Fußballtorhüterin
- Keane, Seán (1946–2023), irischer Geigenspieler
- Keane, Shake (1927–1997), vincentischer Jazz-Trompeter, Dichter und Politiker
- Keane, Tina (* 1940), britische Künstlerin
- Keane, Will (* 1993), englischer Fußballspieler
- Keaney, Dermot (* 1964), britischer Schauspieler

### Kear
- Kear, Janet (1933–2004), britische Ornithologin
- Kear, Phil (* 1950), neuseeländischer Sprinter
- Kearful, Frank J., Amerikanist und Literaturwissenschaftler
- Kearley, Michelle, australische Kinderdarstellerin
- Kearney, Bernard W. (1889–1976), US-amerikanischer Politiker
- Kearney, Bryan, irischer DJ und Musikproduzent
- Kearney, Dyre († 1791), US-amerikanischer Politiker
- Kearney, Hagen (* 1991), US-amerikanischer Snowboarder
- Kearney, Hannah (* 1986), US-amerikanische Freestyle-Skisportlerin
- Kearney, James Edward (1884–1977), US-amerikanischer Geistlicher, Bischof von Rochester
- Kearney, Jim (1894–1944), australischer Australian-Football-Spieler
- Kearney, Liz, australische Filmproduzentin
- Kearney, Mat (* 1978), US-amerikanischer Songwriter und Sänger
- Kearney, Maureen (* 1956), irische Gewerkschafterin, Whistleblowerin und Gewaltopfer
- Kearney, Michael (* 1984), US-amerikanischer Hochschullehrer und Wunderkind
- Kearney, Milo (* 1938), US-amerikanischer Historiker
- Kearney, Oran (* 1978), nordirischer Fußballspieler und -trainer
- Kearney, Patrick Wayne (* 1940), US-amerikanischer Serienmörder
- Kearney, Paul (* 1967), nordirischer Fantasy-Autor
- Kearney, Peadar (1883–1942), irischer Dichter und Autor
- Kearney, Raymond Augustine (1902–1956), US-amerikanischer Geistlicher, Weihbischof in Brooklyn
- Kearney, Rob (* 1986), irischer Rugbyspieler
- Kearney, Ruth, irische Schauspielerin
- Kearney, Tony (* 1954), irischer Snookerspieler
- Kearns, Bracken (* 1981), kanadischer Eishockeyspieler
- Kearns, Carroll D. (1900–1976), US-amerikanischer Politiker
- Kearns, Charles Cyrus (1869–1931), US-amerikanischer Politiker
- Kearns, Charles E. (1928–2000), US-amerikanischer Astronom
- Kearns, Dennis (* 1945), kanadischer Eishockeyspieler
- Kearns, Ian, britischer Journalist und Politikwissenschaftler
- Kearns, Jack (1882–1963), US-amerikanischer Boxmanager
- Kearns, Joseph (1907–1962), US-amerikanischer Schauspieler
- Kearns, Matilda (* 2000), australische Wasserballspielerin
- Kearns, Michael (* 1950), US-amerikanischer Theater, Film und Fernsehschauspieler
- Kearns, Nicholas (* 1946), irischer Jurist
- Kearns, Robert (1927–2005), US-amerikanischer Erfinder des Intervall-Scheibenwischers
- Kearns, Thomas (1862–1918), US-amerikanischer Politiker kanadischer Herkunft
- Kearns-MacWhinney, Linda (1888–1951), irische Freiheitskämpferin
- Kearny, Philip (1815–1862), US-amerikanischer General
- Kearny, Stephen W. (1794–1848), US-amerikanischer Offizier und Politiker
- Kearse, Jermaine (* 1990), US-amerikanischer American-Football-Spieler
- Kearse-Thomas, Khaylan (* 1997), US-amerikanischer Footballspieler
- Kearsley, Susanna (* 1966), kanadische Schriftstellerin
- Kearton, Cherry (1871–1940), britischer Naturforscher, Autor, Filmemacher und Fotograf
- Kearton, Frank, Baron Kearton (1911–1992), britischer Wirtschaftsmanager
- Keary, Eily (1892–1975), britische Schiffbauingenieurin

### Keas
- Keaser, Lloyd (* 1950), US-amerikanischer Ringer
- Keasling, Jay (* 1964), US-amerikanischer Biochemiker
- Keast, Garrett (* 1971), US-amerikanischer Dirigent

### Keat
- Keat, Larissa (* 1989), schweizerisch-amerikanische Schauspielerin, Regisseurin, Künstlerin und Performerin
- Keat, Rebekah (* 1978), australische Triathletin
- Keates, Albert (1862–1949), englischer Orgelbauer
- Keates, Jonathan (* 1946), britischer Schriftsteller
- Keath Ósk, isländisch-filipinischer Sänger-Songwriter
- Keating, Ben (* 1971), US-amerikanischer Unternehmer und Autorennfahrer
- Keating, Derek (1955–2023), irischer Politiker
- Keating, Dominic (* 1961), britischer SchauspielerDominic Keating (* 1961)

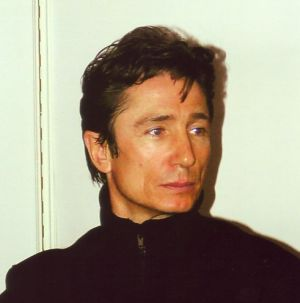
Dominic Keating (* 1961)

- Keating, Edward (1875–1965), US-amerikanischer Politiker
- Keating, Edward Michael (1925–2003), US-amerikanischer Journalist und Herausgeber
- Keating, Frank (* 1944), US-amerikanischer Jurist und Politiker
- Keating, Frank A. (1895–1973), US-amerikanischer Generalmajor
- Keating, Gerrard (* 1962), australischer Sprinter
- Keating, H. R. F. (1926–2011), britischer Schriftsteller
- Keating, John Richard (1934–1998), US-amerikanischer Geistlicher, Bischof von Arlington
- Keating, Johnny (1927–2015), britischer Jazzposaunist, Orchesterleiter und Komponist
- Keating, Jonathan, britischer Mathematiker
- Keating, Justin (1930–2009), irischer Politiker und Journalist, MdEP
- Keating, Kenneth (1900–1975), US-amerikanischer Jurist, Diplomat und Politiker
- Keating, Larry († 1963), US-amerikanischer Schauspieler
- Keating, Laura (* 1979), australische Squashspielerin
- Keating, Michael (* 1946), irischer Politiker
- Keating, Michael (* 1950), britischer Politikwissenschaftler und Hochschullehrer
- Keating, Michael (* 1959), britischer Diplomat und UN-Beamter
- Keating, Paul (* 1944), australischer Politiker, Premierminister von Australien (1991–1996)
- Keating, Paul John Geoffrey (1924–1980), irischer Diplomat
- Keating, Roly (* 1961), Chief Executive der British Library
- Keating, Ronan (* 1977), irischer SängerRonan Keating (* 1977)

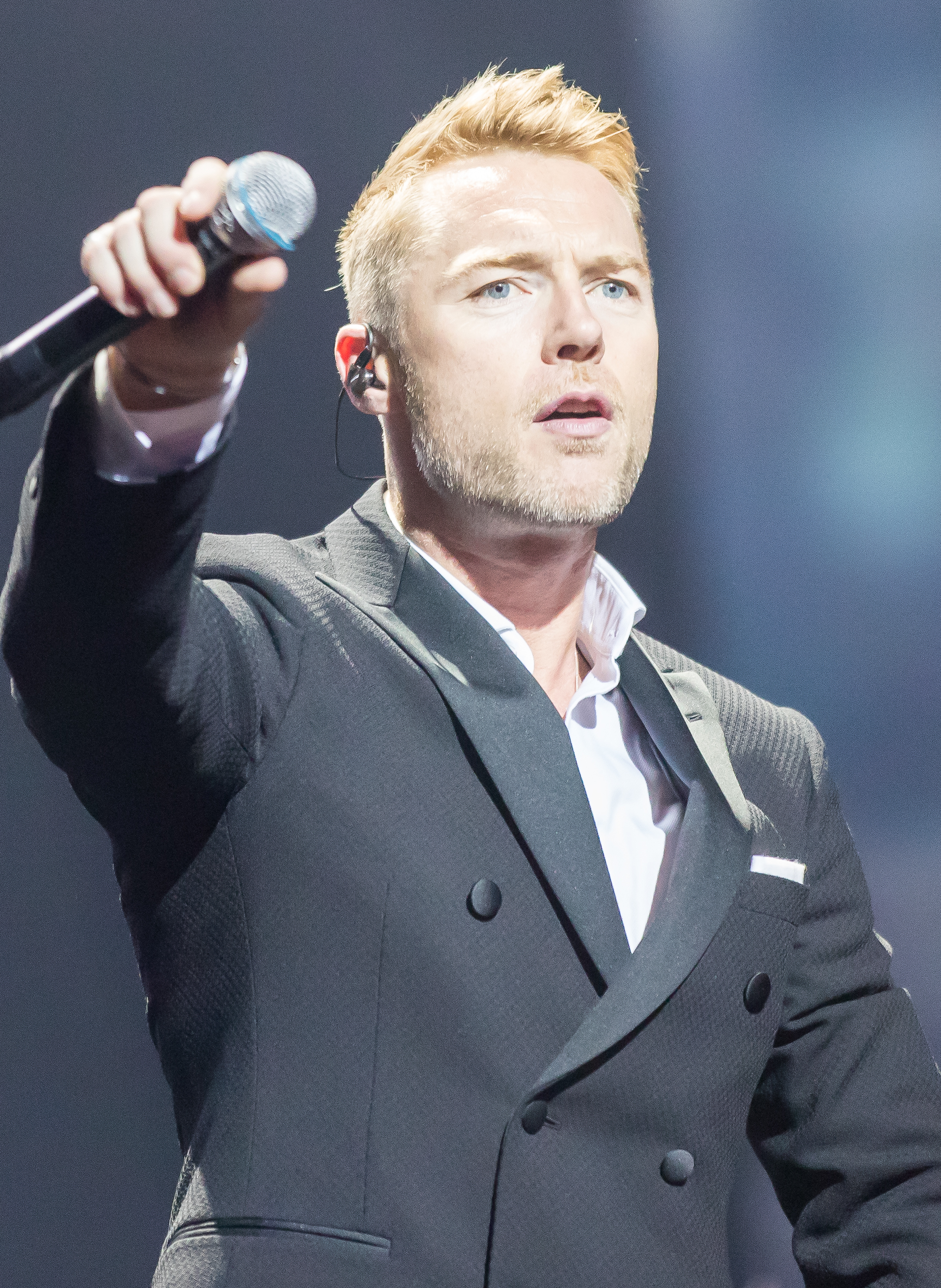
Ronan Keating (* 1977)

- Keating, Seán (1889–1977), irischer Maler
- Keating, Theo (* 1971), britischer Musiker, DJ und Produzent
- Keating, Thomas (1923–2018), US-amerikanischer katholischer Priester und Trappist
- Keating, Timothy J. (* 1945), US-amerikanischer Admiral
- Keating, Tom (1917–1984), britischer Restaurator und Kunstfälscher
- Keating, William J. (1927–2020), US-amerikanischer Politiker (Republikanische Partei)
- Keating, William R. (* 1952), US-amerikanischer Politiker
- Keating, Zoë (* 1972), US-amerikanische Cellistin und Komponistin
- Keatings, Daniel (* 1990), britischer Kunstturner
- Keatings, James (* 1992), schottischer Fußballspieler
- Keaton, Buster (1895–1966), US-amerikanischer Schauspieler, Komiker und Filmregisseur
- Keaton, Camille (* 1947), US-amerikanische Schauspielerin
- Keaton, Diane (* 1946), US-amerikanische Schauspielerin, Filmproduzentin und FilmregisseurinDiane Keaton (* 1946)

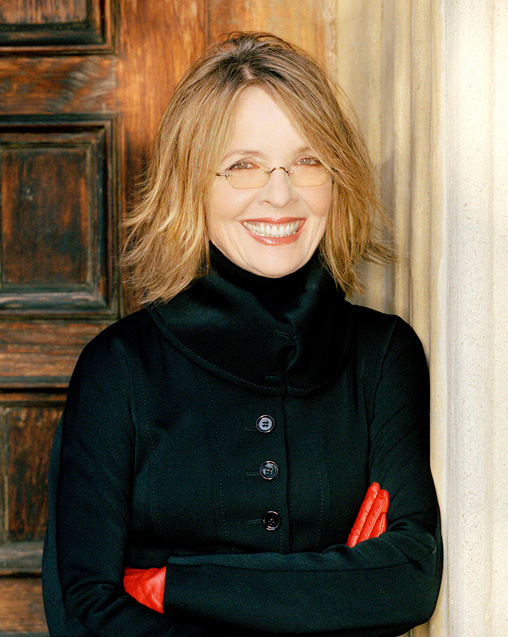
Diane Keaton (* 1946)

- Keaton, Harry (* 1969), deutscher Zauberkünstler, Moderator und Autor
- Keaton, Joe (1867–1946), US-amerikanischer Vaudevilledarsteller und Akrobat
- Keaton, Josh (* 1979), US-amerikanischer Schauspieler und Synchronsprecher
- Keaton, Karl (* 1953), US-amerikanischer Sänger und Songwriter
- Keaton, Michael (* 1951), US-amerikanischer SchauspielerMichael Keaton (* 1951)

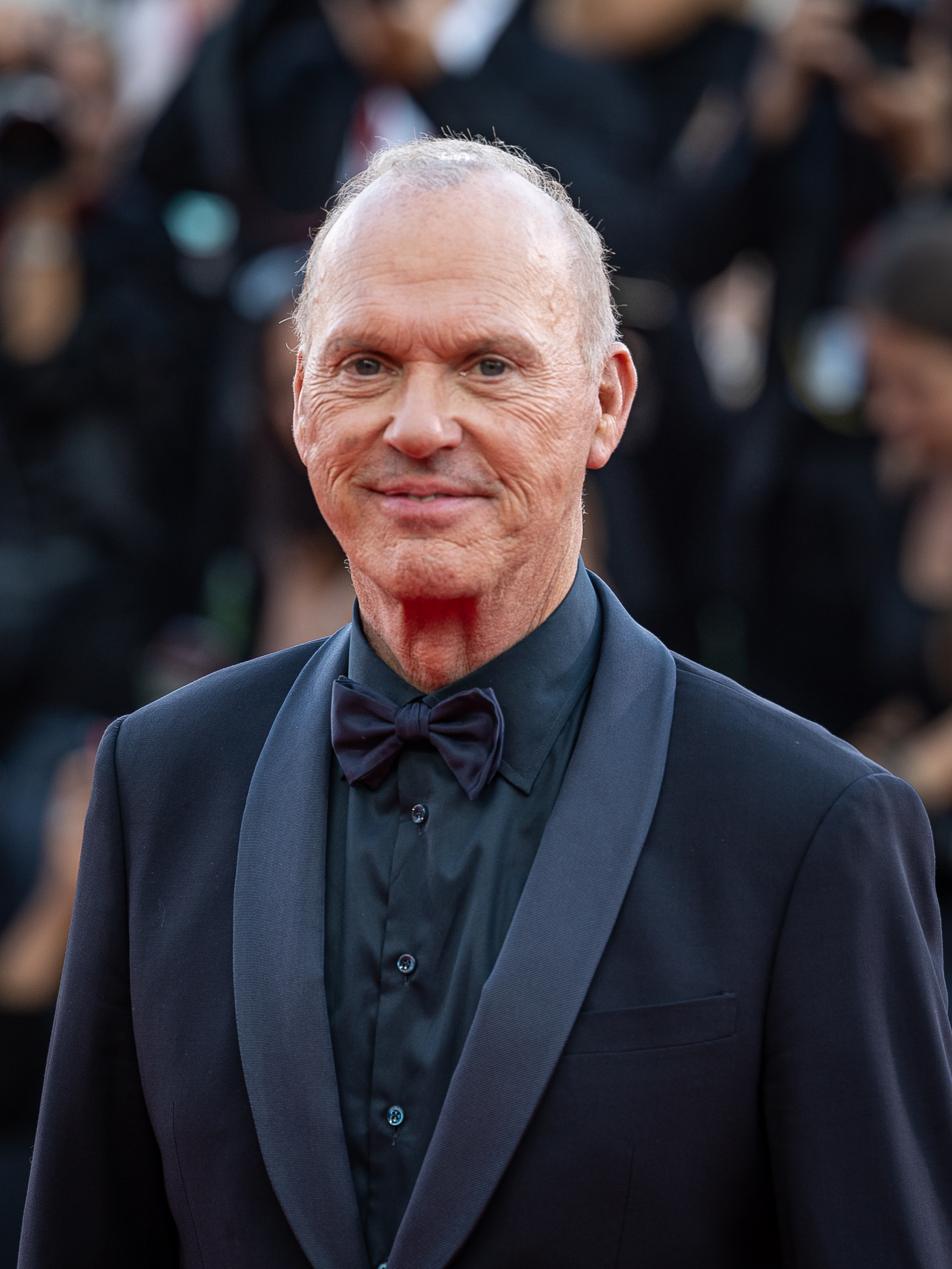
Michael Keaton (* 1951)

- Keats, Caitlin (* 1972), US-amerikanische Schauspielerin
- Keats, John (1795–1821), britischer Dichter
- Keats, Jonathon (* 1971), US-amerikanischer Konzeptkünstler und Kunstkritiker
- Keats, Richard (* 1964), US-amerikanischer Schauspieler, Komiker und Performance Coach
- Keats, Richard Goodwin (1757–1834), britischer Marineoffizier zur Zeit Nelsons
- Keats, Steven (1945–1994), US-amerikanischer Schauspieler
- Keats, Viola (1911–1998), britische Schauspielerin
- Keats-Rohan, Katharine (* 1957), britische Historikerin

### Keav
- Keaveney, Arthur (1951–2020), britischer Althistoriker
- Keaveney, Cecilia (* 1968), irische Politikerin (Fianna Fáil)
- Keaveney, Colm (* 1971), irischer Politiker
- Keaveney, Paddy (1929–1995), irischer Politiker

### Keay
- Keay, Ronald William John (1920–1998), britischer Botaniker
- Keays-Byrne, Hugh (1947–2020), australischer Schauspieler und Filmregisseur

### Keaz
- Keazor, Henry (* 1965), deutscher Kunsthistoriker und Hochschullehrer